# Галли да Бибьена, Антонио
Антонио Луиджи Галли да Бибьена, или Биббиена (итал. Antonio Luigi Galli da Bibbiena; 1 января 1697, Парма — 28 января 1774 , Милан) — итальянский архитектор, художник-декоратор, рисовальщик, живописец и театральный постановщик. Представитель большой семьи театральных декораторов, рисовальщиков-орнаменталистов

## Биография
Антонио был третьим сыном знаменитого Фердинандо Галли да Бибьены (1657—1743), сына Джованни Марии Галли да Бибьены (1625—1665), и Короны Маргериты Страделла. Он завершил учёбу в Болонье и вместе с отцом провёл несколько месяцев в Барселоне и Вене. Он учился у отца и начинал как архитектор, но также был художником-декоратором и живописцем. Вместе с отцом участвовал в реставрационных работах театра делла Фортуна в Фано (Марке), а в 1720 году вместе со своим дядей Франческо в реконструкции театра Алиберти в Риме. В качестве художника-постановщика Антонио работал в Театре Форначари в Болонье, где в 1721 году он поставил спектакли «Астарта» и «Сирита», а также работал в Театре Вичини в Ченто для постановки «Кориолана».
В 1723 и 1724 годах в Вене Антонио вместе с братом Джузеппе участвовал в качестве оформителя императорских придворных выставок, а также в оформлении галереи Квестенбергского дворца и библиотеки. В 1726 году он был занят в Венгрии на украшении собора Веспрема. В 1727 году художник вернулся в Вену, где его назначили вторым театральным инженером. В Вене он женился на дочери Сантино Басси (его помощника) Элеоноре. В последующие годы, после работы над украшением Петерскирхе в Вене, он трудился за пределами Вены: в Клостернойбурге, Нижняя Австрия (1732) готовил фейерверки ко дню рождения императора Карла VI, а в 1740 году — оформление похорон короля Карла VI. В Братиславе в 1739 году он воздвиг триумфальную арку Эстерхази и замковую лестницу в Ансбахе.
В 1737 году в Мантуе он позаботился о восстановлении фасада церкви Святого Варфоломея. Впоследствии, после принятия приглашения Эмериго Эстерхази, епископа Веспремского, а затем архиепископа Эстергомского, Антонио Галли да Бибьена вёл многие строительные работы в Братиславе. В 1745 году вернулся в Вену, отремонтировал придворный театр, спроектированный его дядей Франческо, и в 1747 году получил должность первого императорского архитектора.
В 1751 году Антонио вернулся в Италию, перестроил Театр Ринновати в Сиене, спроектировал Театр Вари в Колле ди Валь д’Эльза и театр в Пистойе, а во Флоренции украсил и спроектировал сцены Театра делла Пергола. Затем он вернулся в Болонью, чтобы проектировать новый общественный театр, строительство которого из-за финансовых проблем несколько раз откладывалось. Театр был открыт 14 мая 1763 года. Также в Болонье Антонио Галли да Бибьена расписал фресками «Перспективу» (квадратуру) в Палаццо Виццани. Между 1762 и 1763 годами он построил и украсил в сотрудничестве с Джузеппе Маркетти вестибюль и лестницу Муниципального дворца в Форли; он расписал фресками Зал Совета Равенны и уже не существующую церковь Санта-Мария-делла-Вита в Болонье (фальшивый купол, нарисованный на холсте), а также украсил целый ряд дворцов знатных болонских семейств. Он также работал в Кремоне, Вероне, Пьяченце и Тревизо (Театро Ониго). Затем художник посвятил себя театральной сценографии в Милане, Парме, Реджо-Эмилии и Болонье. В районе Мантуи он спроектировал приходскую церковь Сант-Антонио-Абате-ди-Вилла Паскуали, строительство которой длилось почти двадцать лет и которая осталась частично незавершённой по сравнению с первоначальным проектом.

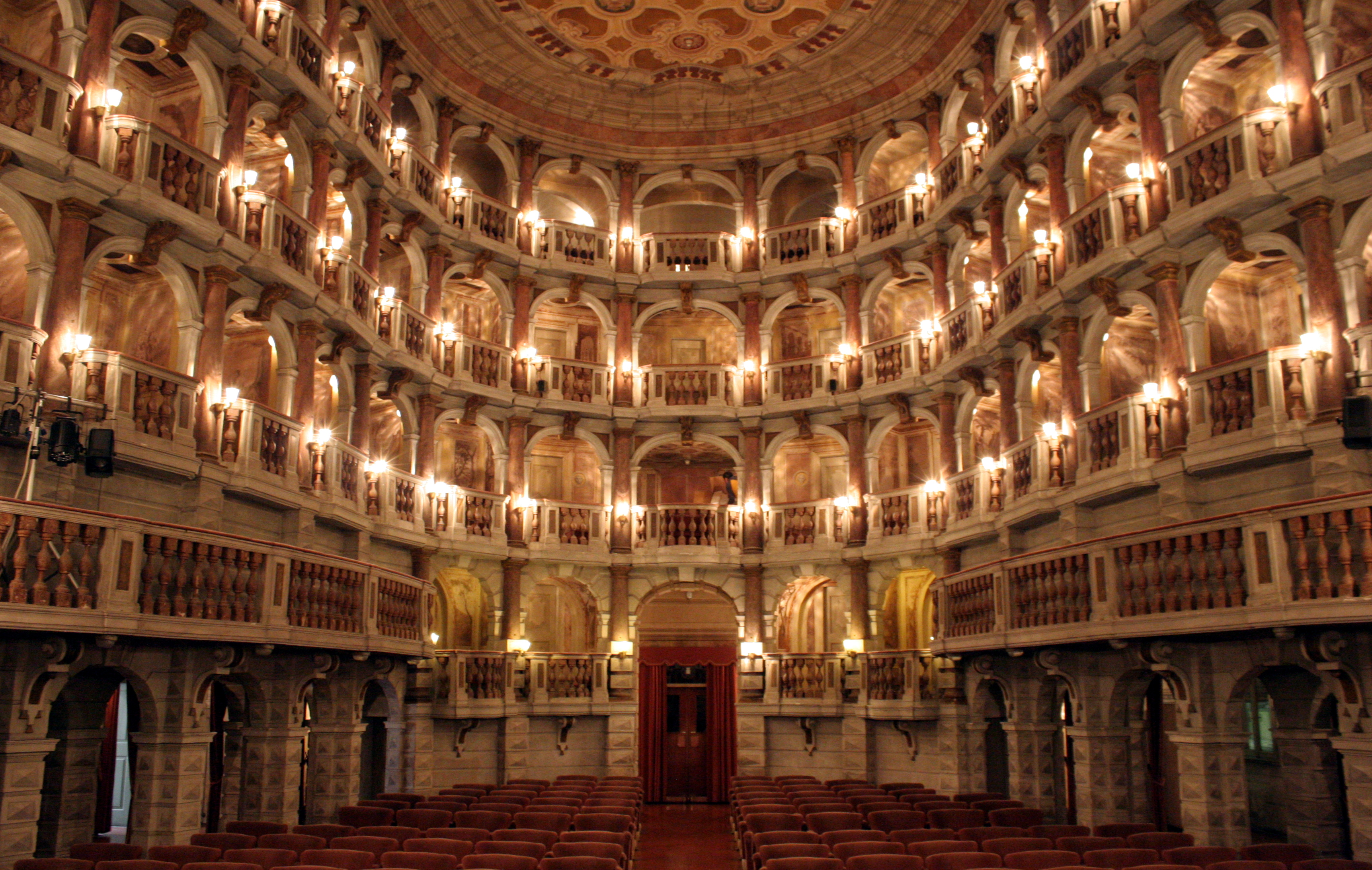
«Театр Бибьена» в Мантуе
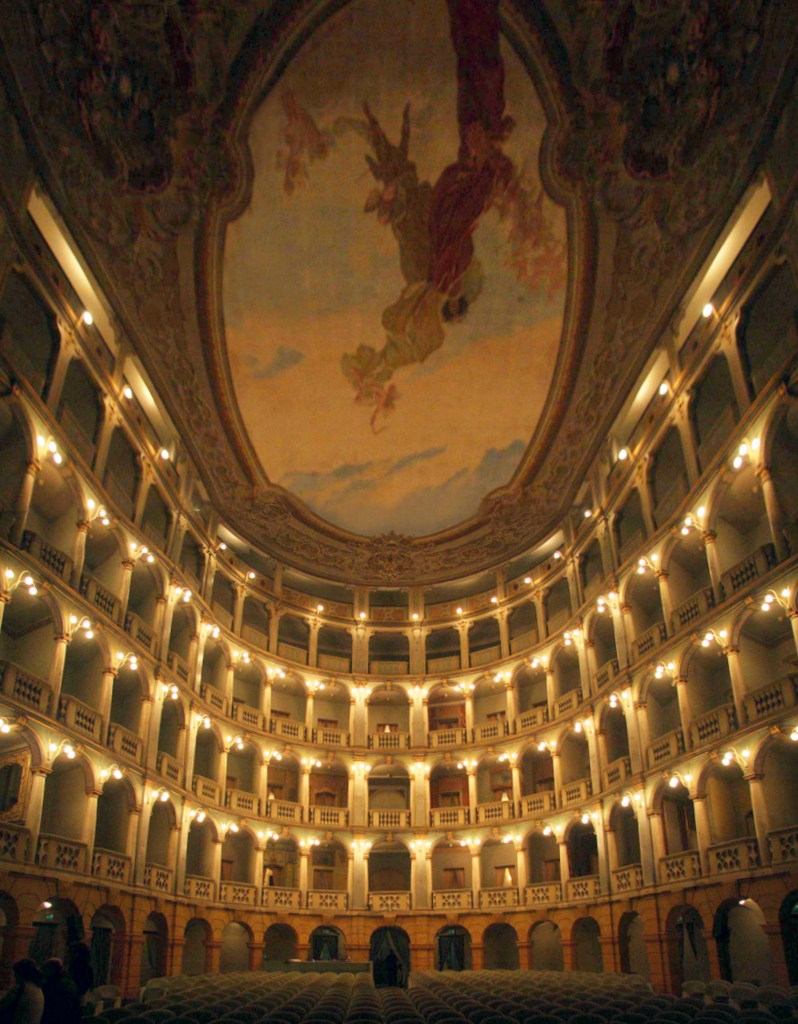
Teатр Фраскини. 1773. Павия
Декоративный интерьер. Бумага, тушь, перо, кисть. Университетская библиотека, Лейден
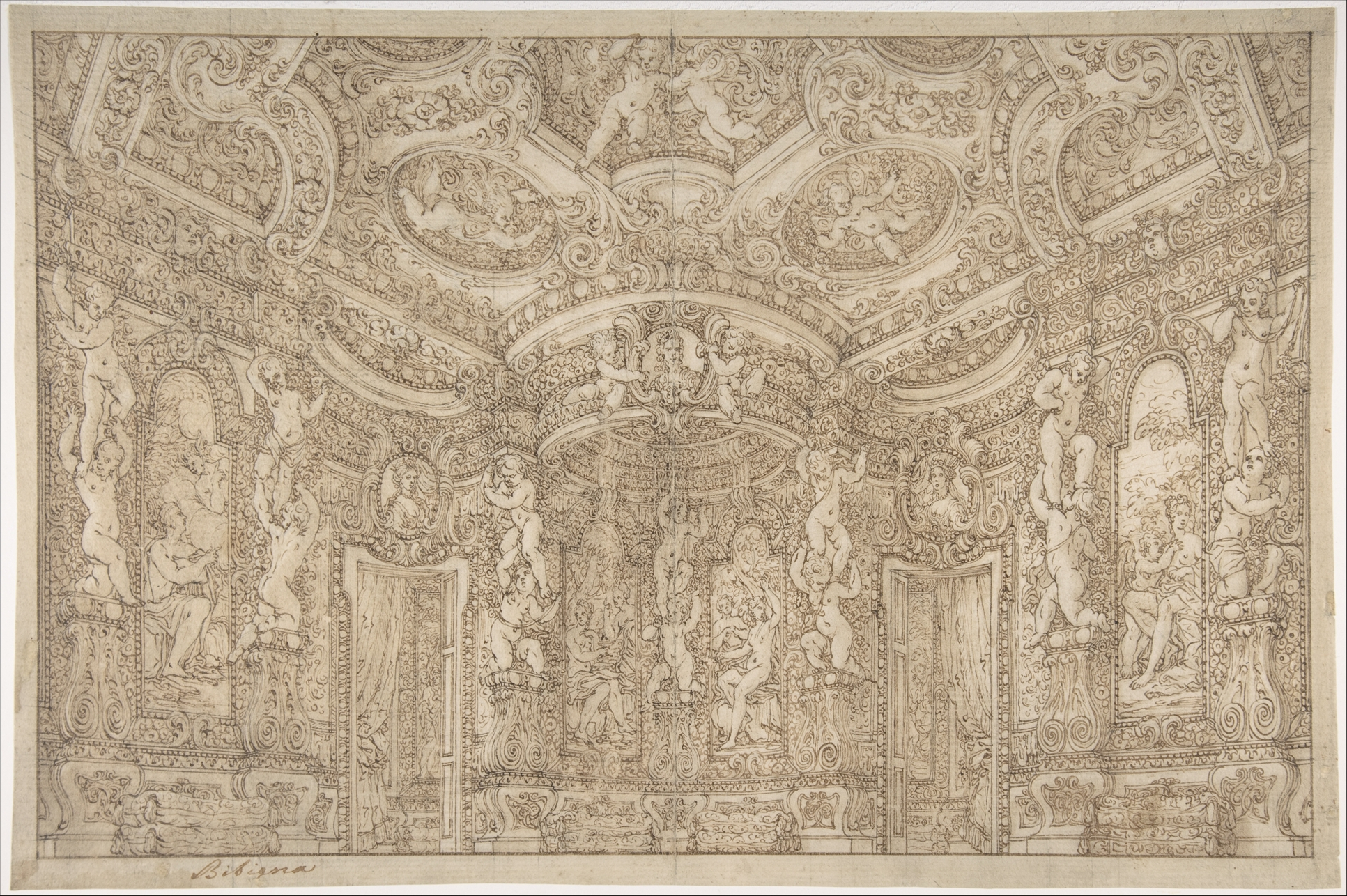
Проект интерьера с портретами и декоративными элементами. Бумага, сепия, перо. Метрополитен-музей, Нью-Йорк